# Jure Kocjan
Jure Kocjan, né le 18 octobre 1984 à Jesenice, est un coureur cycliste slovène.

## Biographie
Jure Kocjan est recruté en 2009 par Carmiooro-A-Style après avoir diffusé un message sur Facebook à la suite de la disparition de son équipe précédente, Perutnina Ptuj.
En 2009, il termine second de l'Étoile de Bessèges, dont il remporte une étape.
En février 2016, Kocjan est provisoirement suspendu par l'UCI, après avoir testé positif à l'EPO lors d'un contrôle rétroactif d'un échantillon du 8 mars 2012. Il est suspendu quatre ans jusqu'au 27 janvier 2020 et perd tous ses résultats acquis entre le 8 mars 2012 et le 8 mars 2014.

## Palmarès
- 2005
  - 2e étape de l'Istrian Spring Trophy
  - 3e du Grand Prix Palma
- 2006
  - Tour of Vojvodina
  - 2e du Grand Prix Kooperativa
  - 2e du Trofeo Gianfranco Bianchin
- 2007
  - 2e de Banja Luka-Belgrade II
  - 3e du Trofeo Zssdi
- 2008
  - 2e et 6e étapes du Tour de Cuba
  - 9e étape du Tour du lac Qinghai
  - 2e du Grand Prix Kranj
  - 2e du Tour de Nuremberg
- 2009
  - 3e étape de l'Étoile de Bessèges
  - 2e et 7e étapes du Tour du lac Qinghai
  - 2e de l'Étoile de Bessèges
  - 3e du championnat de Slovénie sur route
- 2010
  - Grand Prix Pino Cerami
  - 2e du Grand Prix de Lugano
- 2011
  - 2e du Gran Premio dell'Insubria
  - 2e de la Flèche d'Émeraude
- 2012
  - 1re et 3e étapes du Tour du Limousin
- 2014
  - 3e et 6ea étapes de la Vuelta a la Independencia Nacional
  - Grand Prix cycliste de Saguenay :
    - Classement général
    - 4e étape

  - 2e de la Philadelphia Cycling Classic
- 2015
  - 2e étape du Tour de l'Utah
  - 2e de la Winston Salem Cycling Classic

## Classements mondiaux
| Année            | 2005 | 2006 | 2007 | 2008 | 2009 | 2010 | 2011 | 2012 | 2013 | 2014 | 2015 |
| ---------------- | ---- | ---- | ---- | ---- | ---- | ---- | ---- | ---- | ---- | ---- | ---- |
| UCI America Tour |      |      |      | 126e |      |      | 97e  |      |      | 3e   | 28e  |
| UCI Asia Tour    |      |      |      | 39e  | 16e  |      |      |      |      |      |      |
| UCI Europe Tour  | 397e | 79e  | 286e | 69e  | 58e  | 39e  | 16e  | 154e |      | 801e |      |